# Aiguille du Midi
Aiguille du Midi (v překladu Polední vrchol) je hora, která se nachází v Montblanském masivu v jihovýchodní části Francie a vypíná se do výšky 3842 m n. m.
Aiguille du Midi je tvořena podobně jako nedaleký Mont Blanc horninami krystalinika (žula, rula a břidlice).

## Lanovky
V roce 1955 byla na vrchol hory vybudována lanovka (Téléphérique de l'Aiguille du Midi), která dodnes drží světový rekord jako kabinová lanovka s největším převýšením. Výchozí bod lanovky se nachází v nadmořské výšce 1035 m odtud pokračuje do stanice Plan de l'Aiguille ve výšce 2317 m a poté do nejvyššího bodu ve výšce 3777 m. Cesta dále pokračuje výtahem na vrchol hory (3842 m) kde se nachází vyhlídková plošina. Na druhé straně hory byla postavena další lanovka, která mírně klesá směrem ke stanici Gros Rognos a pokračuje dále přes Glacier du Geant až do stanice Pointe Helbronner (3462 m) na italské straně masívu. Tato lanovka je v provozu pouze v letních měsících.

## Výstupy na Mont Blanc
Výstupní stanice lanovky na Aiguille du Midi je východiskem pro jednu ze čtyř výstupových tras na nedaleký Mont Blanc. Bývá nazývána cestou tří Mont Blanců, neboť sleduje hřeben, kde se nachází několik dalších významných vrcholů masivu. Cesta vede přes Mt. Blanc du Tacul a Mt. Maudit (obtížnost PD+).

## Galerie

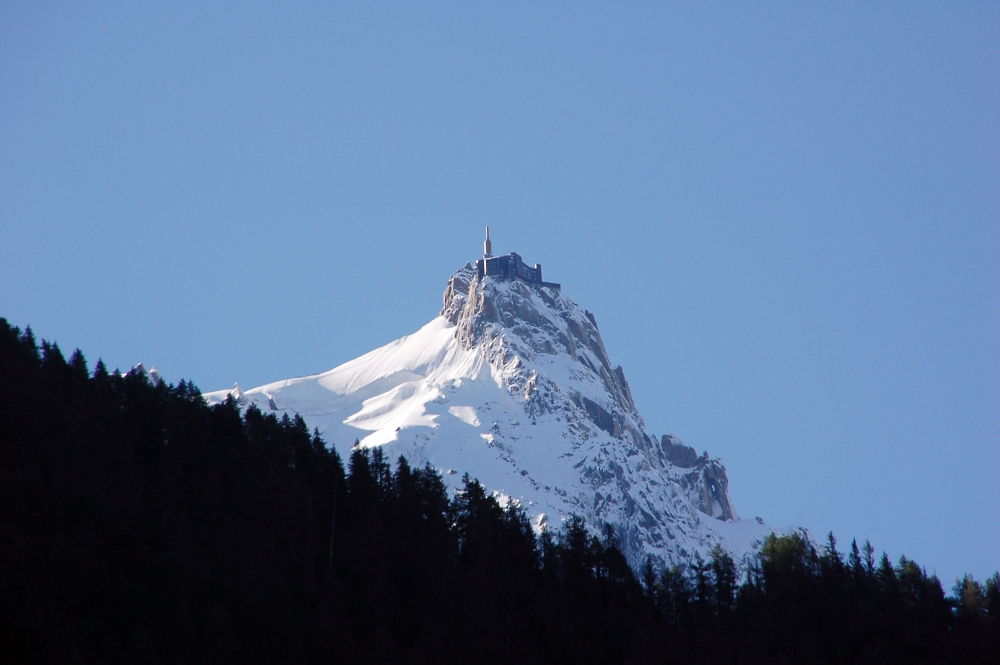
Pohled z Chamonix

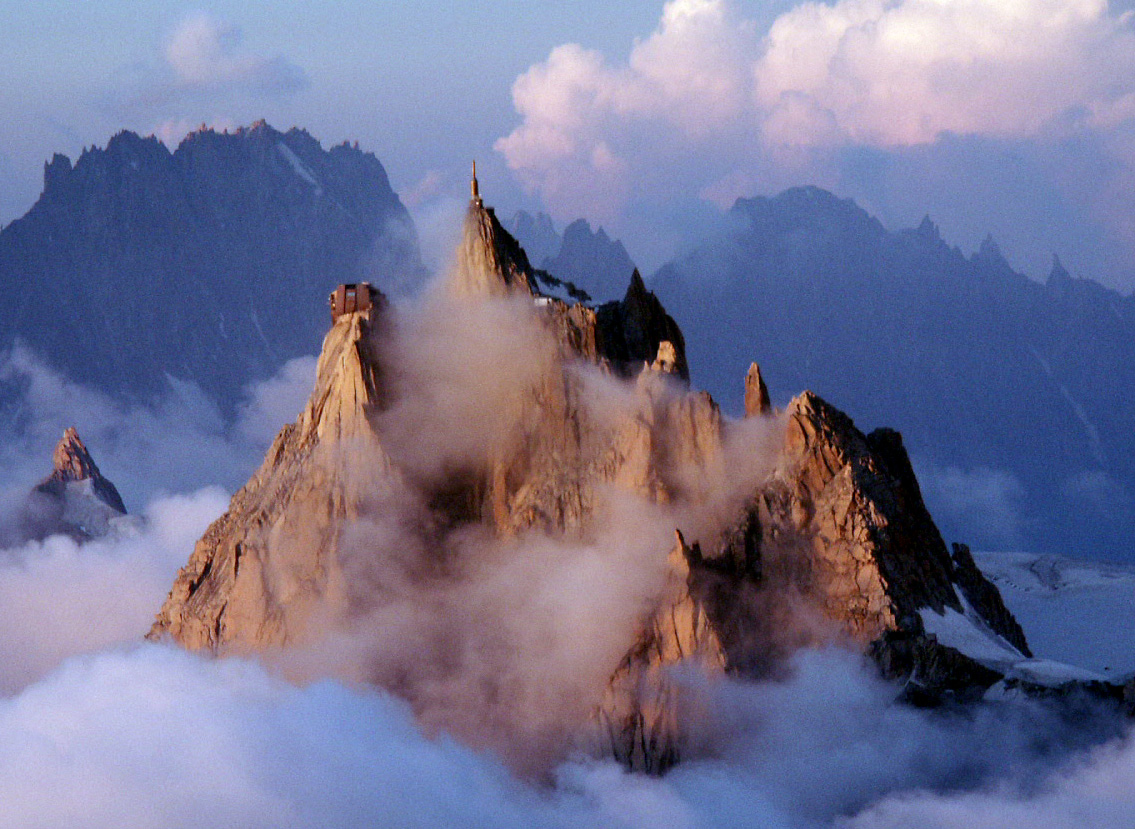
Při západu Slunce

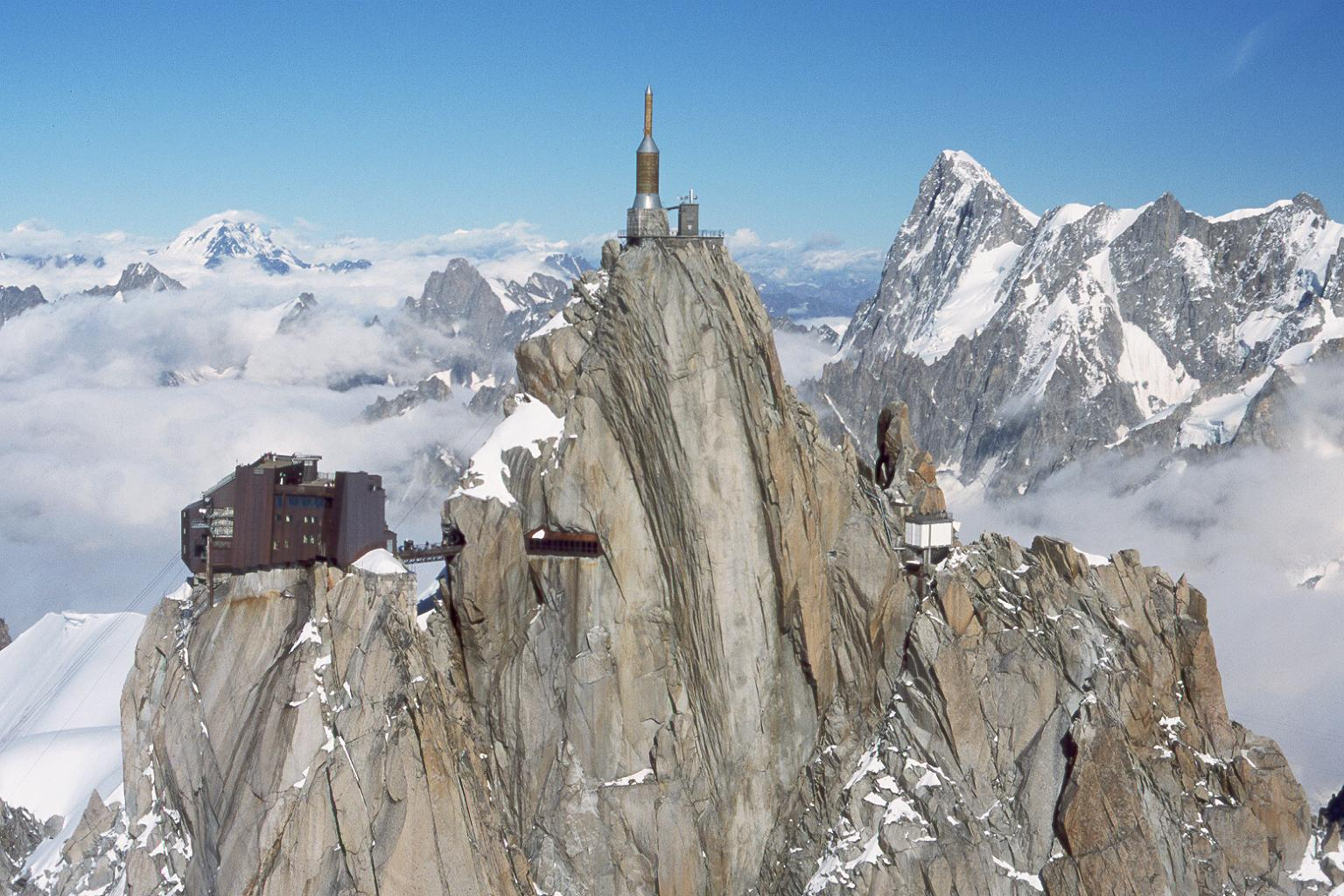
Vrchol Aiguille du Midi

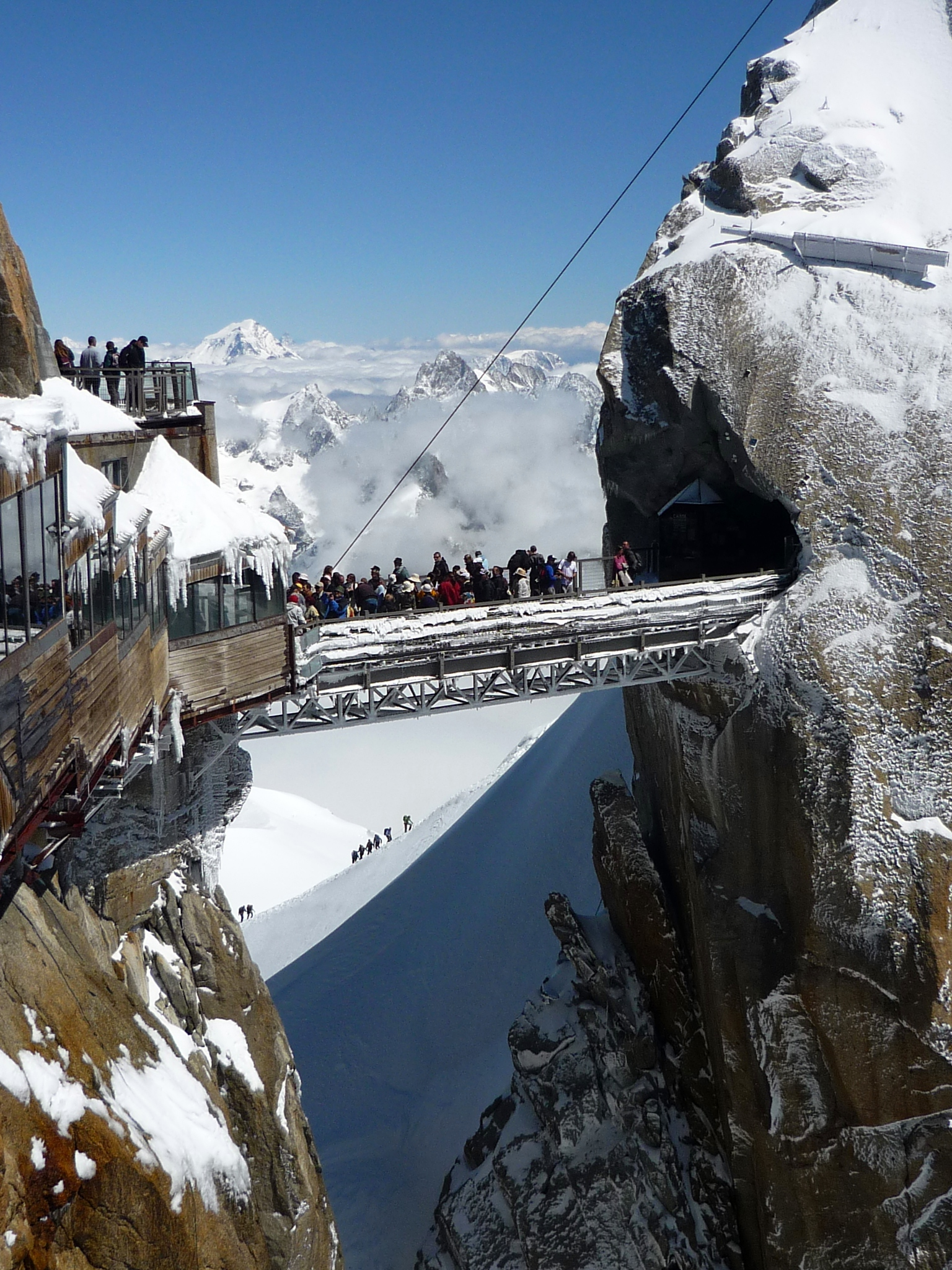
Most